# Quanto ci costa essere noi
Quanto ci costa essere noi è un EP del rapper e cantante italiano CoCo in collaborazione coi produttori D-Ross e Star-T-Uffo, pubblicato il 10 gennaio 2017 da Roccia Music.

## Descrizione
Composto da cinque tracce, tutte le produzioni sono a cura di D-Ross e Star-T-Uffo e non sono presenti featuring.
L'EP è stato anticipato dal videoclip del brano Sentirsi a casa, pubblicato il 26 ottobre 2016 sul canale YouTube dell'etichetta Roccia Music. 
I restanti quattro brani sono stati pubblicati su YouTube in un'unica traccia audio il giorno dell'uscita dell'EP, il 10 gennaio 2017.

## Tracce
1. Sentirsi a casa – 4:23
2. Voglio di più – 3:26
3. Come stai – 3:18
4. Sto da Dio – 3:54
5. Non dimenticherò – 3:22

## Formazione
Musicisti
- CoCo – voce

Produzione
- D-Ross – produzione
- Star-T-Uffo – produzione